# Фредерік Тейлор
Фредерік Тейлор (англ. Frederick Winslow Taylor; 20 березня 1856, Германтаун, Пенсільванія — 21 березня 1915, Філадельфія) — американський інженер, основоположник наукової організації праці та менеджменту.

## Біографія
Фредерік Вінслоу Тейлор народився в сім'ї адвоката. Здобув освіту у Франції та Німеччині, потім — в академії Ф. Екстера у Нью-Гемпширі. У 1874 році закінчив Гарвардський юридичний коледж, але через проблеми із зором не зміг продовжити освіту і влаштувався працювати робітником промислового пресу в майстерні заводу гідроустаткування у Філадельфії. У 1878 році, в пік економічної депресії, отримав місце різнороба на Мідвельскому сталеливарному заводі, потім займав посади лекальника та механіка.
З 1882 по 1883 р. працював начальником механічних майстерень. Паралельно здобув технічну освіту (ступінь інженера-механіка, Технологічний інститут Стівенса, 1883). У 1884 р. Тейлор став головним інженером, в цьому ж році він вперше використав систему диференційованої оплати за продуктивність праці.
З 1890 по 1893 рр. Тейлор — головний управляючий Мануфактурної інвестиційної компанії у Філадельфії, власник друкарень у штатах Мен і Вісконсин, організував власну справу з управлінського консультування, першу в історії менеджменту. У 1906 р. Тейлор стає президентом Американського товариства інженерів-механіків, а у 1911 р. — засновує Товариство сприяння науковому менеджменту.
З 1895 р. Тейлор почав свої всесвітньо відомі дослідження з наукової організації праці. Оформив патенти на більш ніж сотню своїх винаходів і раціоналізаторських пропозицій.
Тейлор помер 21 березня 1915 у Філадельфії від запалення легень.

## Теніс
Фредерік Тейлор був одним із перших тенісистів США, і у 1881 році здобув титул на першому чемпіонаті США з тенісу у парі з Кларенсом Кларком

## Праці
- Frederick Winslow Taylor. The Principles of Scientific Management, 1911.
  - рос.перекл.: Тейлор Ф. У. Принципы научного менеджмента. Пер. с англ. А. И. Зак. — М.: Контроллинг, 1991. — 104 c.